# Список томів манґи «My Deer Friend Nokotan»

Обкладинка першого тому манґи

My Deer Friend Nokotan (укр. Моя подруга-оленичка Нокотан (яп. しかのこのこのここしたんたん, (укр. Оленичка Нокотан і Кошітан) —  японська манґа за авторством Ошіошіо (Oshioshio). Рання версія манґи з’явилася на сайті Kodansha 15 листопада 2019 року. Після того, як 17 жовтня 2023 року вийшов четвертий том Shonen Magazine Edge, 20 грудня того ж року серію було перенесено на сайт Magazine Pocket. Станом на березень 2025 року розділи серії були зібрані у сім томів танкобонів.  
Ліцензію на серію англійською мовою отримала компанія Seven Seas Entertainment.

## Список томів
| - 1. «Дівчина зустрічає оленя» 女の子が鹿に出会う - 2. «Відплата» 仕返し - 3. «Кошитан, популярна дівчина?» コシタン、人気者？ | - 4. «По гарячих слідах!» ホット・オン・ザ・トレイル！ - 5. «Відкриття Кошитан!» コシタンの発見 - 6. «Слабкість Нокотан» ノコタンの弱点 - 7. «У прицілі» 狙い撃ち |

| - 8. «Ти це називаєш "любов'ю"?» これを「愛」と呼ぶの？ - 9. «Кошитан – нічия дівчина» コシタンは誰のものでもない - 10. «Давай позуємо!» レッツ・ヴォーグ！ | - 11. «Десять мільйонів переглядів чи смерть?!» 1000万再生か死か？！ - 12. «Візит до храму на Новий рік» 新年の神社参拝 - 13. «Бій, який я не можу програти» 負けられない戦い |

| - 14. «У коханні та (оленьому) житті всі засоби дозволені» 恋と（鹿の）生活には手段を選ばない - 15. «Ідеальна гостинність!» 完璧なもてなし！ - 16. «Звинувачуй у всьому весну...» 春のせいにして… | - 17. «Ой, оленю!!» ああ、鹿だ！！ - 18. «Новачки прориваються вперед» 新入生が躍動する - 19. «Думаючи про майбутнє Оленячого клубу» 鹿クラブの未来を考えて |

| - 20. «Упійманий на мушці!!» 狙われた！！ - 21. «За лінією ворога» 敵陣の背後で - 22. «Граючи роль ідеального учня!» 完璧な生徒を演じる！ | - 23. «Залишайся спокійним, що б не сталося!» 何があっても冷静に！ - 24. «Чим більше, тим веселіше(?)» 多ければ多いほど楽しい（？） - 25. «Спортивний фестиваль!» 運動会！ |

| - 26. «Спортивний фестиваль, частина друга, починається!» 運動会第2部が始まる！ - 27. «Повернися, Нокотан!» 戻ってきて、ノコタン！ - 28. «Робота на фермі!» 農作業！ | - 29. «Прокидайся!» 起きて！ - 30. «Переслідувач і переслідуваний» 追う者と追われる者 - 31. «Підготовка до тесту!» 試験勉強！ |

| - 32. «Результат двобою» 対決の結果 - 33. «Його перша прогулянка!» 初めての散歩！ - 34. «Стоматологічна клініка!» 歯科クリニック！ | - 35. «Депресія Кіну Танукікоджі» 狸小路きぬの憂鬱 - 36. «Будь ласка, малюй» 描いてください - 37. «Можна я поворожу на твою долю?» 占ってもいいですか？ |

| - 38. «Ми на вас розраховуємо» お世話になります - 39. «Серйозний гурманський виклик!» 本気のグルメチャレンジ！ - 40. «Давайте подумаємо про Клуб оленів 2» シカ部について考えよう 2 | - 41. «Я забула..!!» 忘れちゃった..!! - 42. «Меланхолія Чіхару Цубамеї» 千春燕屋の憂鬱 - 43. «Щирість до оленя» 鹿への誠意 |